# Colin Buchanan
Pour les articles homonymes, voir Colin Buchanan (homonymie) et Buchanan.
 (avril 2020).
Colin Buchanan (né le 1964) est un chanteur et multi-instrumentiste australien.

## Biographie
Colin a déménagé avec sa famille à Melbourne, en Australie, à l'âge de six ans, puis à Peakhurst, Sydney, avant de s'installer dans l'arrière-pays en 1988 avec son épouse pour quelques années. Il a étudié avec Cornerstone Community Inc., ce qui comprenait une année à Bourke, dans la région de corner country en Nouvelle-Galles du Sud, et une autre à Grenfell, également en Nouvelle-Galles du Sud. Colin a remporté neuf Golden Guitar aux Australian Country Music Awards.

## Sources
1. ↑  « Golden Guitar Winners' Tally », sur www.historyofcountrymusic.com.au (consulté le 6 janvier 2025)

- (en) Cet article est partiellement ou en totalité issu de l’article de Wikipédia en anglais intitulé « Colin Buchanan (musician) » (voir la liste des auteurs).